# 坂梨哲
坂梨 哲（さかなし さとる、1871年6月19日（明治4年5月2日）- 1943年（昭和18年）5月25日）は、日本の実業家、政治家。衆議院議員。

## 略歴
福岡県で坂梨磯吉の長男として生まれる。1897年（明治30年）東京高等商業学校（現一橋大学）を卒業。
東亜煙草株式会社取締役、山東興業・山東水産・山東運輸株式会社取締役、神戸・第一水産取締役、坂梨(名)社長、坂梨商事社長、旭セメント社長、日之出漁業社長、日本海水工業社長、東邦化学工業社長、西部合同瓦斯監査役、福岡県会議員などを歴任。
1924年（大正13年）5月、第15回衆議院議員総選挙において、福岡県第15区で立憲政友会から出馬し当選し衆議院議員となり、1期務めた。政友会院内幹事、懲罰委員会委員、専売法委員会理事、塩賠償価格均衡案委員会理事、西原借款整理委員会委員を歴任する。